# Olindina (ort)
Olindina är en ort i Brasilien.   Den ligger i kommunen Olindina och delstaten Bahia, i den östra delen av landet, 1 100 km öster om huvudstaden Brasília. Olindina ligger 166 meter över havet och antalet invånare är 12 316.
Terrängen runt Olindina är platt, och sluttar norrut. Olindina är det största samhället i trakten.
Omgivningarna runt Olindina är huvudsakligen savann. Runt Olindina är det ganska glesbefolkat, med 34 invånare per kvadratkilometer.